# Eskasoni 3A
Eskasoni 3A är ett reservat i Kanada.   Det ligger i provinsen Nova Scotia, i den östra delen av landet, 1 200 km öster om huvudstaden Ottawa.
I omgivningarna runt Eskasoni 3A växer i huvudsak blandskog.